# Край Герца
Край Ге́рца (рум. Ţinutul Herţa) — прикордонна з Румунією територія в складі Чернівецької області. Назва території походить від назви однойменного міста на її території. Населення становить приблизно 32 тис. осіб, 91 % з них — етнічні румуни. Межі області близькі до кордонів колишнього Герцаївського району, але не ідентичні їм. Зокрема, в межах району були села Буківка, Маморниця, Остриця та Цурень, які історично є частиною Буковини, а за межами району — поселення, що історично входили до краю Герца — села Нижні Синівці, Поляна та Турятка колишнього Глибоцького і село Боянівка колишнього Новоселицького району.
Край Герца належав до Молдовського князівства, в складі якого 1859 року увійшов до об'єднаного князівства Волощини і Молдови, згодом незалежної румунської держави.
У 1940 році СРСР в ультимативній формі зажадав не тільки повернути Бессарабію, а й передати йому північну частину Буковини, що дісталась Румунії при розділі Австро-Угорщини, і край Герца. При цьому область Герца в радянській та українській історіографіях, як правило, окремо від Буковини не згадується, хоча ні Буковина, ні край Герца (на відміну від Бессарабії) до складу Росії до Першої світової війни не входили, а край Герца до Австрійської імперії входив протягом надто короткого часу — з 1773 по 1775 рік.
Під час Другої світової війни 1941 року Румунія повернула край Герца під свій контроль і зберігала його до 1944 року. Після війни край відійшов до СРСР та разом із Північною Буковиною і північчю Бессарабії став частиною утвореної 7 серпня 1940 року і відновленої у 1944 році Чернівецької області Української РСР.